# Deimanivka, Pîreatîn
Deimanivka (în ucraineană Дейманівка) este localitatea de reședință a comunei Deimanivka din raionul Pîreatîn, regiunea Poltava, Ucraina.

## Demografie
Componența lingvistică a localității Deimanivka
     Ucraineană (96,74%)
     Rusă (2,95%)
     Alte limbi (0,31%)
Conform recensământului din 2001, majoritatea populației localității Deimanivka era vorbitoare de ucraineană (96,74%), existând în minoritate și vorbitori de rusă (2,95%).